# Girolamo Grimaldi (cardinal, 1730)
Pour les articles homonymes, voir Grimaldi (homonymie) et Girolamo Grimaldi.
Girolamo Grimaldi (né en 1674 à Gênes, alors capitale de la République de Gênes, et mort le 18 novembre 1733 à Ischia) est un cardinal italien du XVIIIe siècle.
Les autres cardinaux de sa famille sont Girolamo Grimaldi (1527), Girolamo Grimaldi-Cavalleroni (1643) et Nicola Grimaldi (1706).

## Biographie
Grimaldi est nommé archevêque titulaire d'Édesse-en-Osroène en 1712, avant d'être envoyé comme nonce apostolique en Pologne et visiteur apostolique de l'Église arménienne à Lvov et de l'Église ruthénienne en Russie et Lituanie, et nonce apostolique en Autriche (en) en 1720.
Le pape Clément XII le crée cardinal lors du consistoire du 2 octobre 1730. Il est légat apostolique à Bologne, puis à Parme et à Plaisance.

## Succession apostolique
Girolamo Grimaldi a ordonné les évêques suivants :
- Évêque Paweł Franciszek Sapieha (pl), O.Cist. (1715)
- Évêque Walenty Maciej Arcemberski (pl) (1715)
- Évêque Giulio Sabbatini, Sch. P. (1726)
- Cardinal Philipp Ludwig von Sinzendorf (1726)

### Sources
1. ↑  (en) David M. Cheney, « Girolamo Cardinal Grimaldi † », sur catholic-hierarchy.org

- Fiche du cardinal Girolamo Grimaldi sur le site fiu.edu.